# Experimento ATRAP
A colaboração da armadilha de anti-hidrogênio (A.Trap, ATRAP – do inglês antihydrogen trap) nas instalações do desacelerador de antiprótons (A.D., AD – do inglês antiproton decelerator) na Organização européia para pesquisa nuclear (C.E.R.N., do francês Conseil européen pour la recherche nucléaire), em Genebra, é responsável pelo experimento 2 do desacelerador de antiprótons (A.D.-2, AD-2). É uma continuação da colaboração Trap, que começou a coletar dados para o experimento PS196 em 1985. O experimento Trap (PS196) foi pioneiro em antiprótons frios, pósitrons frios e primeiro fez os ingredientes do anti-hidrogênio frio interagirem. Mais tarde, os membros da armadilha de anti-hidrogênio (A.Trap) foram pioneiros na espectroscopia precisa de hidrogênio e observaram os primeiros átomos quentes de anti-hidrogênio.

## Configuração experimental

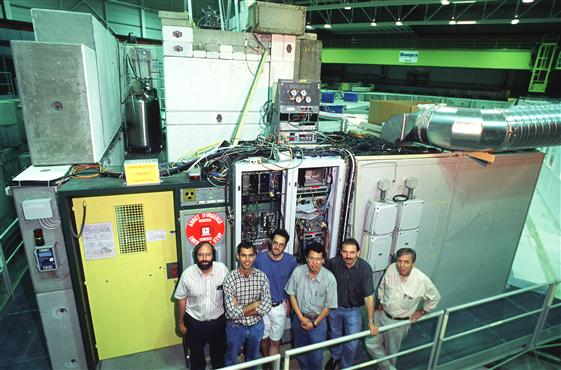
Colaboradores da armadilha de anti-hidrogênio (A.Trap) ao lado do aparelho que primeiro prendeu, resfriou e empilhou antiprótons no desacelerador de antiprótons da O.E.P.N. (C.E.R.N.)

A armadilha de anti-hidrogênio (A.Trap) é uma colaboração entre físicos de todo o mundo com o objetivo de criar e experimentar o anti-hidrogênio. A armadilha de anti-hidrogênio (A.Trap) acumula pósitrons emitidos por uma fonte radioativa de 22Na. Existem duas maneiras eficazes de desacelerar os pósitrons rápidos por processos inelásticos. A colaboração da armadilha de anti-hidrogênio (A.Trap) inicialmente escolheu um método diferente para o aparelho de anti-hidrogênio (experimento 1 do desacelerador de antiprótons) (Athena, AD-1, A.D.-1 – do inglês antihydrogen apparatus).

### Desacelerando e prendendo pósitrons
Os pósitrons emitidos pelo 22Na foram primeiro desacelerados com uma folha de titânio de 10 µm de espessura e depois passaram por um cristal de tungstênio de 2 µm de espessura. Dentro do cristal existe a possibilidade de que um pósitron carregado positivamente e um elétron carregado negativamente formem um átomo Rydberg positrônio. Nesse processo, os pósitrons perdem grande parte de sua energia de forma que não é mais necessário (como no aparelho anti-hidrogênio – Athen.A.) desacelerar ainda mais com colisões no gás. Quando o átomo Rydberg positrônio fracamente ligado atinge a armadilha de Penning no final do aparelho, ele é ionizado e o pósitron é capturado na armadilha.

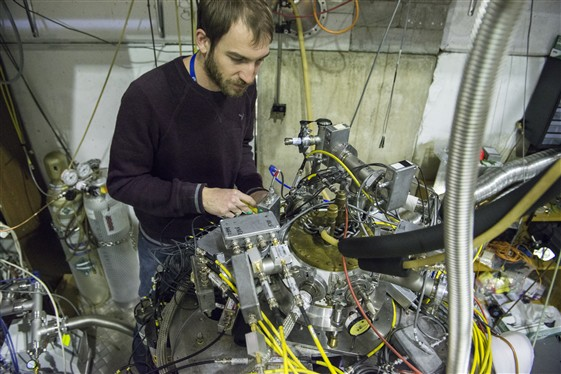
Bolsista de pós-doutorado no experimento da armadilha de anti-hidrogênio (A.Trap), com o aparelho de armadilha de Penning para capturar antiprótons.

Uma vez que este método de acumulação de pósitrons não era particularmente eficiente, a armadilha de anti-hidrogênio (A.Trap) mudou para um acumulador de gás "amortecedor" do tipo Surko, como agora é padrão em experimentos que requerem um grande número de pósitrons. Isso levou ao armazenamento do maior número já registrado de pósitrons em uma armadilha de Ioffe.
Diferentemente do aparelho de anti-hidrogênio (Athen.A.), a armadilha de anti-hidrogênio (A.Trap) ainda não foi encerrada e pode ser continuamente melhorada e expandida. A armadilha de anti-hidrogênio (A.Trap) agora tem uma armadilha de Ioffe, que pode armazenar o anti-hidrogênio eletricamente neutro usando um campo magnético quadrupolo. Isso é possível porque o momento magnético do anti-hidrogênio é diferente de zero. Pretende-se que a espectroscopia a laser seja realizada no anti-hidrogênio armazenado na armadilha de Ioffe.

## Colaboração daA.Trap
A colaboração da A Trap compreende as seguintes instituições:
- Universidade de Harvard, E.U.A.
- Universidade de York, Canadá
- Universidade de Mainz, Alemanha
- Forschungszentrum Jülich, Alemanha